# Flightcase

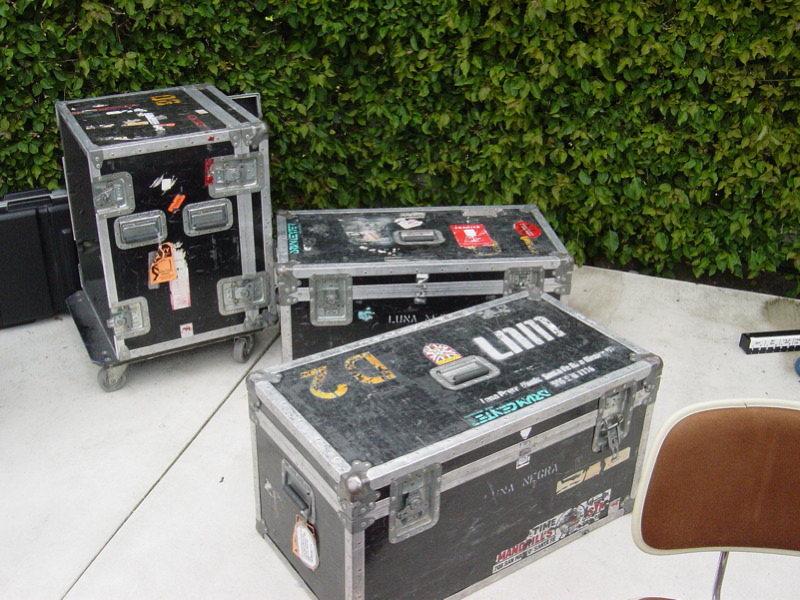
Esempi di flightcase

Il flightcase oppure flight case (letteralmente: scatola aerea), conosciuto anche come road case (letteralmente: scatola stradale) oppure flycase, è un contenitore protettivo costruito appositamente per il trasporto di attrezzature fragili (come strumenti musicali, attrezzature tecniche, cinematografiche, da lavoro) che devono essere frequentemente spostate da un luogo all'altro, tramite trasporto aereo o stradale, con necessaria movimentazione dei bagagli da parte di personale. Un grande numero di flightcase di varia grandezza può essere necessario per le esigenze di una casa di produzione cinematografica oppure essere progettato su misura individualmente per un determinato settore o un prodotto specifico.
Il termine roadcase è usato soprattutto negli Stati Uniti d'America ed è dovuto al fatto che tale contenitore è molto utilizzato negli spostamenti su strada, a differenza di un flightcase impiegato quando si usa l'aereo. Il termine deriva dal suo uso per la protezione e trasporto di attrezzature musicali, mentre i musicisti sono in tournée.

## Costruzione

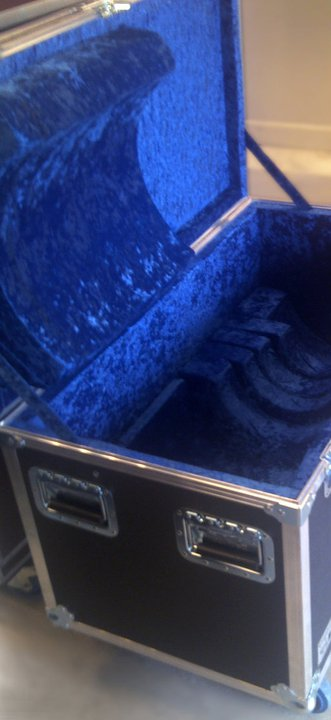
Interno di un flightcase

La costruzione di un flightcase necessita di una progettazione accurata nella scelta dei materiali e delle componenti hardware tenendo in considerazione l'utilizzo cui sarà destinato.
La maggior parte dei contenitori è costruita con pannelli uniti di metallo e/o plastica estrusa o modellata. I pannelli sono in genere costituiti da almeno due strati. Uno strato esterno di ABS o vetroresina laminata viene accoppiato ad uno strato intermedio leggero in materiale multistrato come betulla, pioppo o acero. All'interno del contenitore è presente un'imbottitura interna ammortizzante costituita da poliuretano o polietilene espanso modellata con cavità che corrispondono e si adattano alla forma del prodotto da trasportare.

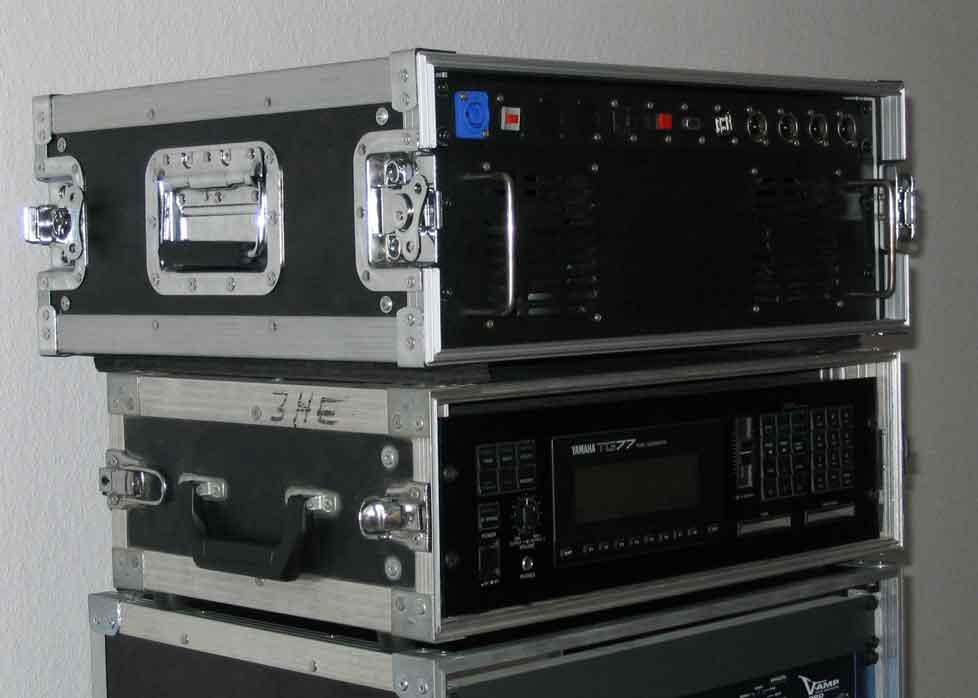
Audio racks contenuti in flightcase

Gli angoli dei contenitori sono comunemente rinforzati in lamiera d'acciaio stampata e rifiniti in zinco, nichel o cromo.
Per facilitare la movimentazione sul fondo esterno dei contenitori possono essere applicate rotelle snodate, a volte rimovibili per evitare danni ad altri contenitori.
I contenitori possono essere ulteriormente personalizzati con l'aggiunta di un adattatore di corrente e di una ventola di raffreddamento per computer, in modo che certa apparecchiatura (ad esempio strumenti musicali elettronici) possa essere utilizzata al momento, senza neppure essere tolta dall'involucro di protezione.
I flightcase possono essere utilizzati anche come contenitori per le casse degli amplificatori (cosiddetti "isobox"), per evitare che il suono rientri nei microfoni, generando l'effetto eco.

## Uso
Praticamente si trovano in tutti i campi professionali esistenti: dalla medicina alla campionatura merci, dagli strumenti musicali alle attrezzature edili, aereo-navali, ferroviarie.